# Burçin Abdullah
Burçin Abdullah (* 22. Juli 1987 in Bursa) ist eine türkische Schauspielerin.

## Leben und Karriere
Abdullah wurde am 22. Juli 1987 in Bursa geboren. Sie studierte an der Marmara-Universität. Ihr Debüt gab sie 1998 in der Fernsehserie Üvey Baba. Danach spielte sie 2004 in der Serie Beşinci Boyut mit. Anschließend wurde sie für die Serie Büyük Buluşma gecastet. 2007 trat sie in Kara İnci auf. 
Unter anderem bekam sie eine Rolle in der Serie Kollama. Außerdem spielte sie in Fatmagül'ün Suçu Ne? mit. 2012 war Abdullah in dem Film Selam zu sehen. Abdullah bekam 2017 eine Nebenrolle in Diriliş Ertuğrul. Von 2021 bis 2022 spielte sie in der Serie Kalp Yarası die Hauptrolle.

## Filmografie
Filme
- 2012: Selam
- 2016: Adam Mısın!
- 2016: Ankara Yazı Veda Mektubu
- 2017: Aç Kapıyı Çok Fenayım

Serien
- 1997: Acı Günler
- 1998–2004: Üvey Baba
- 2004–2006: Büyük Buluşma
- 2005: Beşinci Boyut
- 2007: Kara İnci
- 2008: Kollama
- 2011: Fatmagül'ün Suçu Ne?
- 2012: Bir Zamanlar Osmanlı
- 2012: Dila Hanım
- 2012: Kötü Yol
- 2013: Herşey Yolunda Merkez
- 2014: Hatasız Kul Olmaz
- 2014: Şimdi Onlar Düşünsün
- 2015: Bana Baba Dedi
- 2015: Zengin Kız Fakir Oğlan
- 2017: Diriliş Ertuğrul
- 2021–2022: Kalp Yarası